# 上瀧浩子
上瀧 浩子（こうたき ひろこ）は、日本の弁護士。

## 概要
大学を卒業してすぐに結婚して専業主婦になる。それから市民活動をする団体に入って活動していたが途中で辞めてしまい、それからしばらくは専業主婦をするものの社会と切り離されたように感じて寂しく思う。それからどこかに勤めようと思うが就職先が見つからずに、何かの資格を取得しようと思う。その時に思いついたのが司法試験で、頑張れば合格できるのではと思い挑戦することにする。司法試験の勉強を始めてすぐの頃に夫の転勤が決まり一旦は受験勉強を休止して遠ざかるものの、再度挑戦することを決意して弁護士になる。
2009年の京都朝鮮学校公園占用抗議事件では、学校法人京都朝鮮学園の弁護団に加わる。このようなヘイトスピーチというのは憲法13条に反する個人の尊厳への攻撃、人権への攻撃と指摘。殴られるのと同様の精神的打撃となり、社会への信頼感や安心感を奪っているとして、ヘイトスピーチは無くさなければならないと主張。これから学校と地域の交流を深めて、教育環境の改善や子供を守るための要求運動を共に広げれば良いとする。
2014年に李信恵が桜井誠を訴える反ヘイトスピーチ裁判の代理人弁護士を務める。桜井誠が行ってきたヘイトスピーチというのは、民族差別だけでなく名誉毀損や業務妨害にも当たるとする。この裁判は単に李信恵個人の権利の回復のみでなく、社会的に大きな意味を持っているとする。人種差別的な行為を放置するということは、人種差別をしても何の不利益も無く人種差別をしても良いというメッセージも同時に伝えているとしている。このため訴えるというのは難しいが、沈黙効果を打破していくきっかけになるとしている。
2015年には、日本人を殺せと日本国内で発言しても差別ではないという趣旨の投稿をtwitterで行ったことが議論をよぶ。このような発言を行ったのは、あるtwitterユーザーが、少数派から多数派への攻撃をするということは単なる罵倒であり差別には当たらないという発言に疑問を呈したためであった。これに対して上瀧は、人種差別撤廃条約にある人種差別の定義では、少数派から行う攻撃は差別ではないと解釈できると説明して、重要なのは支配されている地位にあるということと指摘していた。つまり在日韓国人が日本人を殺せと発言しても日本人を差別したということにはならないということであるが、殺せという発言も容認しないとしている。
2021年8月にウトロ地区が放火されるという事件が起きた際には、このようなヘイトクライムに抗議する立場に立つ。この事件の捜査、公判でも差別的動機を解明して、量刑に反映させることが重要であるとする。このようなヘイトクライムである差別や憎悪の表現というのは、どこまでやっていいや、これくらいならば許されるというメッセージを事件それ自体で表して試すような部分があるとする。

## 発言
X（旧Twitter）に「「日本人は誰でも殺せ」との内容は、日本人という優位にある集団に対するものであり、差別にはあたらないと思います。例えば、「日本人女性をレイプしろ」との内容は日本人であることについては差別とはなりませんが女性差別であると考えます。」と投稿。犯罪を例に挙げておきながらヘイト・差別論に置き換えたり、その内容があたかも外国人による日本人女性への性犯罪を推奨しているかのような投稿であることから、X上で厳しく非難された。

## 著作
- 中沢けいらと共著『アンチヘイト・ダイアローグ』人文書院、2015年
- 李 信恵と共著『黙らない女たち』かもがわ出版、2018年

- 宮下萌らと共著『テクノロジーと差別: ネットヘイトから「AIによる差別」まで』解放出版社、2022年